# 兴安天门冬
兴安天门冬（学名：Asparagus dauricus）是天门冬科天门冬属的植物。分布于朝鲜、西伯利亚、蒙古以及中国大陆的陕西、内蒙古、江苏、山东、东北、山西、河北等地，生长于海拔1,100米至2,200米的地区，多生在沙丘和干燥山坡上，目前尚未由人工引种栽培。